# Joseph Jacques Bertrand
Joseph Jacques Bertrand, dit le Président Bertrand (14 juin 1785 au Puy - 13 janvier 1864 au Puy), est un homme politique français.

## Biographie
En 1810, il commence sa carrière dans les fonctions militaires de payeur provisoire, chargé d'un important intérim. Il sert ensuite, de 1813 à 1814, dans le 4e régiment des gardes d'honneur. Il reçoit de ses concitoyens, pendant l'occupation étrangère, la mission d'aller auprès du général qui commandait l'armée autrichienne à Lyon, débattre l'indemnité de guerre imposée au département de la Haute-Loire. Cette indemnité, qui est fixée d'abord à deux millions, ne sera en réalité jamais payée.
Il est nommé, en juin 1815, adjoint au maire de la ville du Puy puis président du tribunal de commerce en 1820. Il appartint, sous la Restauration, à l'opposition constitutionnelle qui s'appuyait sur la Charte de 1814. Il  est élu, le 4 juillet 1829, député du Puy, en remplacement de Jean Calemard de La Fayette qui été décédé le 3 mai 1829. Il soutient d'abord le ministère de Jean-Baptiste Sylvère Gaye de Martignac. Puis, après le renversement de ce ministre en août 1829, il vote l'adresse des 221. Réélu le 23 juin 1830, il se rallie à la monarchie de Juillet. Et, c'est avec l'appui du gouvernement qu'il est encore élu député du Puy le 5 juillet 1831.
Il fait constamment partie de la majorité ministérielle, et comme il manifeste, en 1834, quelque hésitation à renouveler sa candidature, Adolphe Thiers, alors ministre, lui écrit : « Je prends la plume pour essayer de vaincre votre hésitation à vous remettre sur les rangs pour la prochaine législature. Je vous demande dans un intérêt public de vaincre vos répugnances... Dans la session prochaine, les amis du pays auront un dernier effort à faire... ». Finalement, il accepte et est réélu le 21 juin 1834. Il prend la parole, cette même année, pour le maintien de l'évêché du Puy, qu'il est question de supprimer.
Joseph Jacques Bertrand Bertrand  donne sa démission de député le 15 janvier 1836. Il se consacre alors à la gestion d'une banque qu'il dirigeait au Puy. Membre du conseil municipal de cette ville et du conseil général de la Haute-Loire, dont il est plusieurs fois le président, Joseph Jacques Bertrand reçoit, sous Louis-Philippe, la décoration de la Légion d'honneur.

## Décorations
- Chevalier de la Légion d'honneur en 1836[1]

## Sources
- « Joseph Jacques Bertrand », dans Adolphe Robert et Gaston Cougny, Dictionnaire des parlementaires français, Edgar Bourloton, 1889-1891 [détail de l’édition]
- Fiche de Jacques Joseph Bertrand sur le site de l'Assemblée nationale